# Mangopachanne
Mangopachanne ist ein Verwaltungsbezirk (Ward) des Distrikts Mtwara in der tansanischen Region Mtwara. 

## Geografie
Mangopachanne liegt im Südosten von Tansania etwa 60 Kilometer südwestlich der Stadt Mtwara. Die Fläche des Bezirks beträgt 100 Quadratkilometer. Bei der Volkszählung 2022 lebten hier 5473 Menschen in 1483 Haushalten.

## Gliederung
Der Bezirk besteht aus fünf Gemeinden (Mtaa) mit 14 Orten (Kitongoji):
| Mangopachanne - Misri - Godauni | Mbagala - Ligula - Shuleni | Ilala - Mtanda - Nanyanga - Ilala - Ching'olola | Mkutimango - Umoja - Amani - Muungano | Ushirika - Ushirika - Namalombe - Miembeni |

## Wirtschaft und Infrastruktur
- Gesundheit: Im Bezirk liegen zwei staatliche Apotheken, je eine in den Orten Mangopachanne[6] und Mkutimango.[7]